# 湯姆·霍柏
湯姆·霍柏（英語：Tom Hopper；1993年12月14日—）是一位英格蘭足球運動員。在場上的位置是前鋒。他現在效力於英格蘭足球超級聯賽球隊萊斯特城足球俱樂部。

## 外部連結
- 足球数据库：湯姆·霍柏的球员统计数据